# Ricardo Fernandes
Pedro Leonardo Gonçalves Mateus (Seixal, 28 agosto 2002) è un calciatore saotomense, difensore dell'União Santarém e della nazionale saotomense.

## Biografia
È fratello gemello di Rogério Fernandes, a sua volta calciatore professionista.

## Carriera

### Club
Tra il 2020 ed il 2022 ha giocato complessivamente 2 partite nella seconda divisione portoghese con la maglia del Casa Pia. Successivamente è passato all'Estoril Praia, club di prima divisione, che lo ha inizialmente aggregato alle sue giovanili; dopo un prestito in terza divisione (3 presenze) al Real SC, è poi passato in prima squadra.

### Nazionale
Ha esordito con la nazionale saotomense il 10 settembre 2023, nella partita di qualificazione alla Coppa d'Africa 2023 persa per 6-0 contro la Nigeria.

## Statistiche

### Cronologia presenze e reti in nazionale
| Cronologia completa delle presenze e delle reti in nazionale ― São Tomé e Príncipe | Cronologia completa delle presenze e delle reti in nazionale ― São Tomé e Príncipe | Cronologia completa delle presenze e delle reti in nazionale ― São Tomé e Príncipe | Cronologia completa delle presenze e delle reti in nazionale ― São Tomé e Príncipe | Cronologia completa delle presenze e delle reti in nazionale ― São Tomé e Príncipe | Cronologia completa delle presenze e delle reti in nazionale ― São Tomé e Príncipe | Cronologia completa delle presenze e delle reti in nazionale ― São Tomé e Príncipe | Cronologia completa delle presenze e delle reti in nazionale ― São Tomé e Príncipe |
| Data                                                                               | Città                                                                              | In casa                                                                            | Risultato                                                                          | Ospiti                                                                             | Competizione                                                                       | Reti                                                                               | Note                                                                               |
| ---------------------------------------------------------------------------------- | ---------------------------------------------------------------------------------- | ---------------------------------------------------------------------------------- | ---------------------------------------------------------------------------------- | ---------------------------------------------------------------------------------- | ---------------------------------------------------------------------------------- | ---------------------------------------------------------------------------------- | ---------------------------------------------------------------------------------- |
| 10-9-2023                                                                          | Uyo                                                                                | Nigeria                                                                            | 6 – 0                                                                              | São Tomé e Príncipe                                                                | Qual. Coppa d'Africa 2023                                                          | -                                                                                  |                                                                                    |
| 17-11-2023                                                                         | Radès                                                                              | Tunisia                                                                            | 4 – 0                                                                              | São Tomé e Príncipe                                                                | Qual. Mondiali 2026                                                                | -                                                                                  | 85’                                                                                |
| 21-11-2023                                                                         | Agadir                                                                             | São Tomé e Príncipe                                                                | 0 – 2                                                                              | Namibia                                                                            | Qual. Mondiali 2026                                                                | -                                                                                  | 85’                                                                                |
| Totale                                                                             |                                                                                    | Presenze                                                                           | 3                                                                                  |                                                                                    | Reti                                                                               | 0                                                                                  |                                                                                    |